# Jacques Alexandre Law de Lauriston
Jacques Alexandre Bernard Law, marqués de Lauriston (1 de febrero de 1768 - 12 de junio de 1828) fue un militar y diplomático francés de ascendencia escocesa, oficial general del ejército francés durante las guerras napoleónicas. Nació en Pondicherry, en la India francesa, donde su padre, sobrino del financiero John Law, era el gobernador general. Su madre era miembro de la familia Carvallho de comerciantes portugueses. Lauriston es uno de los nombres inscritos bajo el Arco del Triunfo de París.

## Biografía
Lauriston entró en servicio alrededor de 1786, sirvió con la artillería y en el estado mayor durante las primeras campañas de la Revolución francesa y las guerras revolucionarias francesas y se convirtió en brigadier de artillería en 1795. Renunció en 1796 y en 1800 volvió al servicio como ayudante de campo de Napoleón, con quien, como cadete, Lauriston había tenido una relación amistosa. En los años inmediatamente anteriores al primer imperio, Lauriston fue, sucesivamente, director de la escuela de artillería de La Fère y enviado especial a Dinamarca antes de ser seleccionado para transmitir a Inglaterra la ratificación de la Paz de Amiens en 1802.
En 1805, habiendo ascendido al rango de general de división, participó en la guerra contra Austria. Ocupó Venecia y la República de Ragusa en 1806, fue nombrado gobernador general de Venecia en 1807, participó en el Congreso de Erfurt de 1808, fue ennoblecido como conde y sirvió con el emperador durante la Guerra de la Independencia Española (1808-1809), donde comandó la división que sitió y tomó Pamplona. Luchó bajo el virrey Eugène de Beauharnais en la batalla de Raab en la campaña italiana y el posterior avance a Viena.
En la batalla de Wagram, el 6 de julio de 1809, Napoleón le ordenó que formara una gran batería para detener el sorprendente ataque austriaco contra su flanco izquierdo. Para dar tiempo, el emperador ordenó a la caballería pesada de Étienne Marie Antoine Champion de Nansouty que cargara. Mientras los coraceros y carabineros de Nansouty se sacrificaban en vanos ataques a los austriacos, Lauriston reunió 112 piezas de artillería para su enorme batería. Reunió las 60 armas de la Guardia Imperial, 24 de la división bávara de Karl Philipp von Wrede y 38 del Ejército de Italia de Eugène. Hizo avanzar las baterías al rango de tiro de racimo de metralla, desramó los cañones y abrió fuego. Frente a esta acción, el III Armeekorps austriaco de Johann Kollowrat se detuvo y se retiró de la zona en rango de metralla. El bombardeo le dio tiempo a Napoleón para organizar un contraataque exitoso.
En 1811 fue nombrado embajador en Rusia; en 1812, ocupó un puesto de mando en la Grande Armée y se distinguió por su firmeza en la cobertura de la retirada de Moscú. Comandó el V Cuerpo en Lützen y Bautzen y en la campaña de otoño, pero cayó en manos del enemigo durante la desastrosa retirada tras la batalla de Leipzig en octubre de 1813.
Fue prisionero de guerra hasta la caída del imperio. Luego se unió al rey Luis XVIII de Francia, a quien permaneció fiel durante los Cien Días. Su recompensa fue un sitio en la Cámara de los Pares y un mando en la Guardia Real. En 1817, fue nombrado marqués y se convirtió en comandante superior del Departamento del Finistère y de la place de Brest. En 1823 fue nombrado Mariscal de Francia y comandó un cuerpo durante los Cien Mil Hijos de San Luis. Murió de un derrame cerebral en París el 11 de junio de 1828. El nombre Lauriston está inscrito en la columna 13 del Arco del Triunfo de París.